# Piana
Pour les articles homonymes, voir Piana (homonymie).
Pour les différentes îles homonymes, voir île Piana.
Piana est une commune française située dans la circonscription départementale de la Corse-du-Sud et le territoire de la collectivité de Corse. Elle appartient à l'ancienne piève de Sevinfuori dont elle était le chef-lieu, dans les Deux-Sevi.

## Géographie

Panorama

### Situation
Piana est l'une des neuf communes du canton des Deux-Sevi, dans la microrégion des Deux-Sevi, dans l'ancienne pieve de Sevinfuori, dans le Vicolais.
Quoique limitrophe du parc naturel régional de Corse, elle n'en est pas adhérente. Néanmoins, la commune possède les calanques de Piana, l'un des trois sites remarquables au patrimoine mondial composant le golfe de Porto, nouveau nom approuvé par l'Unesco en 2006.
Communes limitrophes

### Géologie et relief

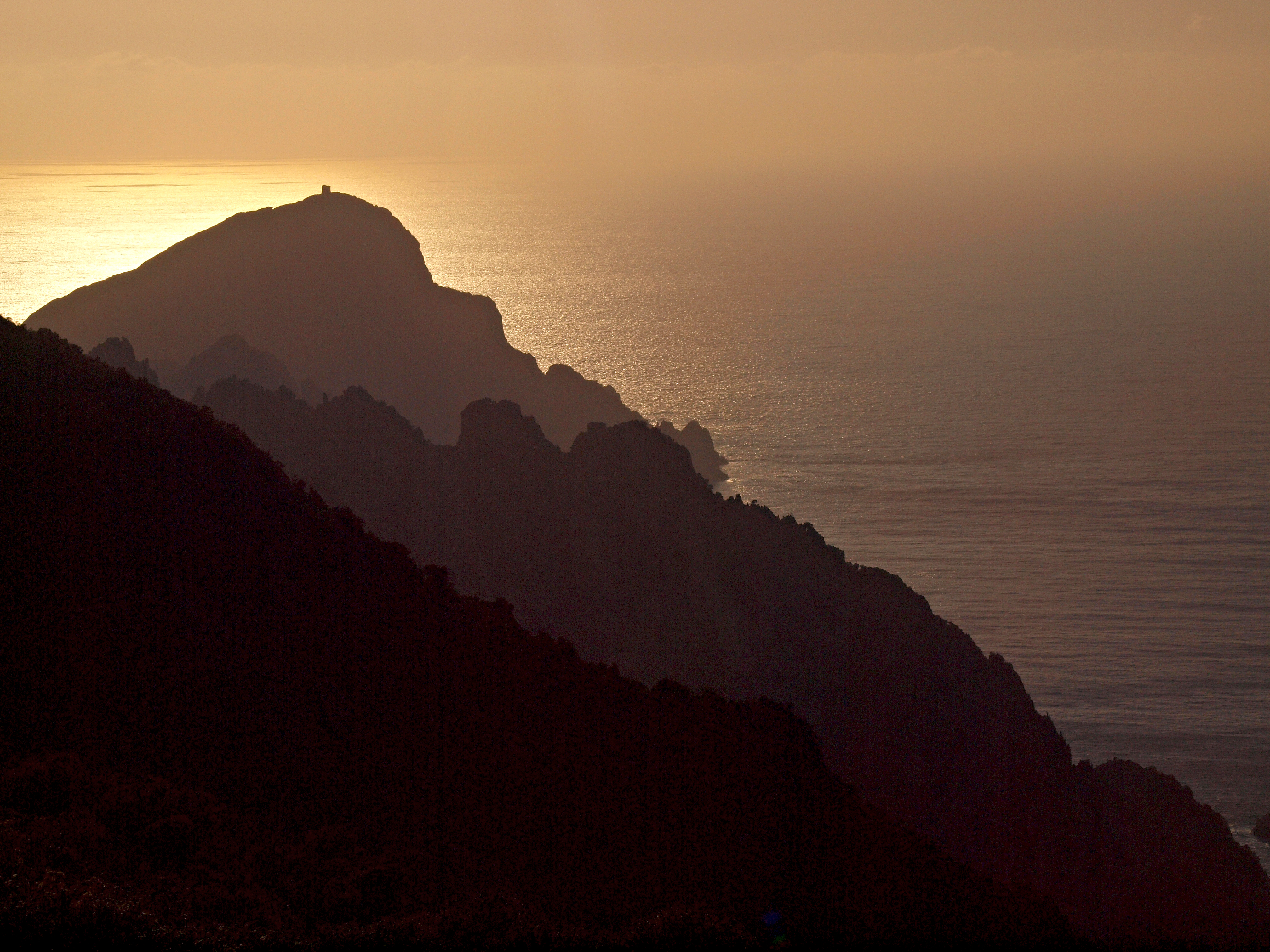
Capu Rossu.

Piana, célèbre pour ses magnifiques calanques, est localisée au centre-ouest de la Corse, sur sa façade maritime. Son territoire tout en relief est tourmenté, son littoral déchiqueté, inhospitalier ; mais l'ensemble est d'une beauté remarquable.
Les roches granitiques du substrat donnent la série des sols bruns acides, bruns méditerranéens et lithosols. Les sols sont généralement minces.
Le littoral
La partie nord du littoral de la commune est représentée par la rive sud du golfe de Porto jusqu'au Capu Rossu, site naturel protégé qui marque la limite sud de la façade maritime du parc naturel régional de Corse, dominé par la tour génoise de Turghiu. Cette partie du littoral est composée de Portu di a Castagna, l'anse de Dardo au fond de laquelle se trouve l'embouchure du fiume de Dardo, la plage et la pointe de Ficaghjola, Portu a e Lughe, Punta di a Guardiola et l'anse San Pellegrinu. La façade littorale se poursuit ensuite vers le sud jusqu'à l'entrée du golfe de Topiti (Cargèse) via Cala di Palu, Punta di l'Ancisa, Portu à Leccia, Punta di Rizaghiu, Punta a i Tuselli et la plage d'Arone.
La côte rocheuse, découpée, présente de nombreux îlots dont huit sont répertoriés dans la liste des îlots de Corse.
Les limites intérieures
Les limites du territoire communal sont définies ainsi :
- à l'est, depuis l'embouchure du ruisseau de Saltu Calonica à l'extrémité méridionale de la plage de Porto, la ligne de démarcation remonte le cours du ruisseau pour atteindre la Punta di a Pianetta (922 m), puis le Capu d'Ortu (1 294 m), extrémité orientale de la commune, et le Capu di u Vitullu (1 331 m) ;
- au sud, depuis le Capu di u Vitullu, empruntant la crête d'Alscio, la démarcation décline vers le ruisseau de Furcu a e Teghie affluent du ruisseau de l'Umbertacciu[1], puis le cours de ce dernier jusqu'à sa confluence avec le ruisseau de Tuscelli, point situé à une centaine de mètres en amont du pont de Chiuni. De là, la démarcation remonte le cours du ruisseau de Tuscelli, puis atteint la Punta d'Ombriccia di u Frassu (307 m) d'où elle se dirige en une ligne quasi droite axée NE-SO jusqu'au petit golfe de Topiti.

#### Les calanques

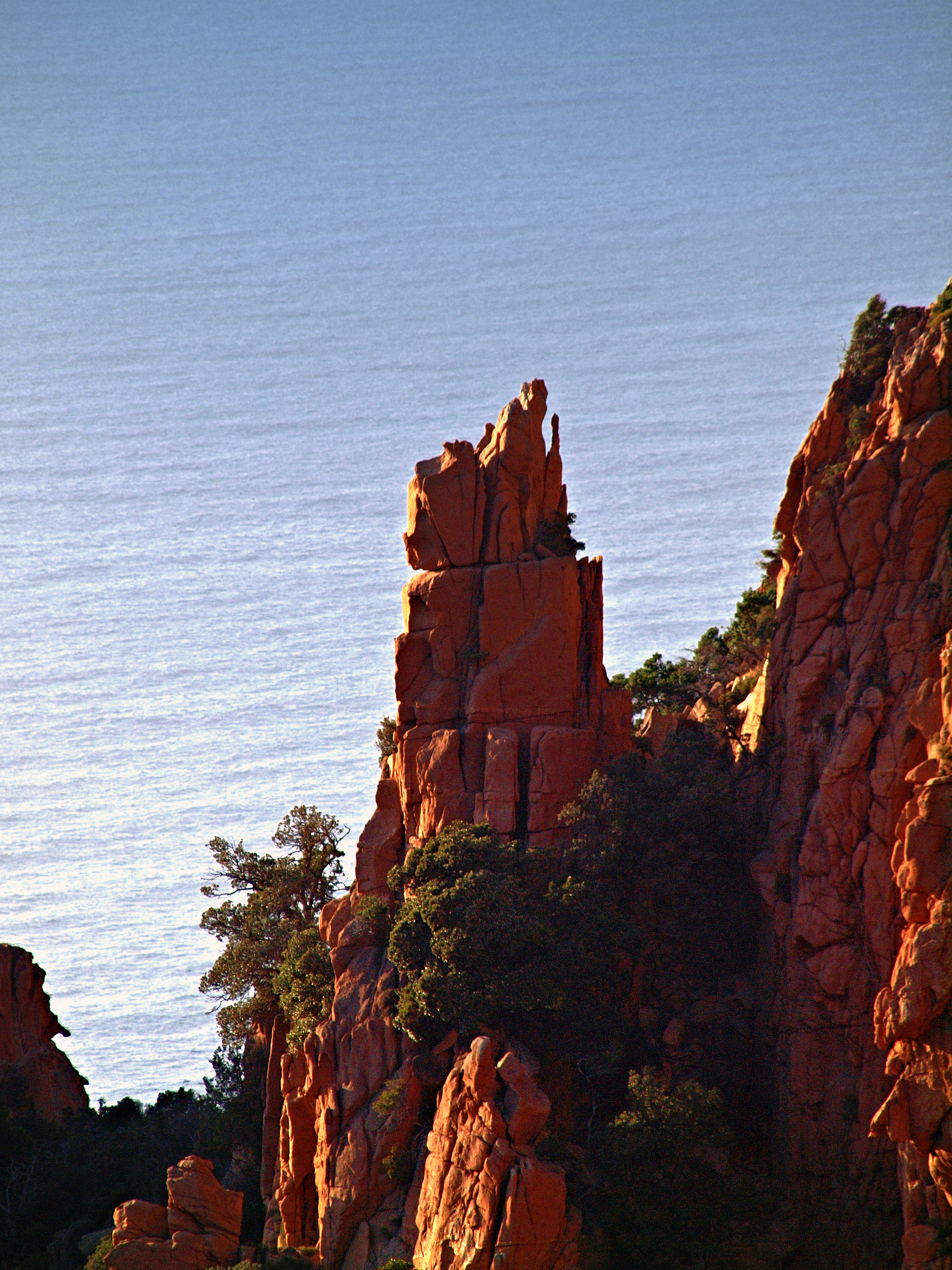
« L'évêque » dans les calanques.

Dominant l'anse de Dardo, les remarquables calanques de Piana se situent à environ deux kilomètres « à vol d'oiseau » au nord-est du village, entre celui-ci et la forêt communale de Piana. Elles sont traversées par le ruisseau de Dardo, ainsi que par la route D 81 qui, dans cette partie, est étroite, sinueuse, aux abords vertigineux.
Les calanques de Piana (en langue corse calanche di Piana), situées à une dizaine de kilomètres au sud de Porto, sont considérées comme l'une des merveilles de la Corse. Un lent travail d'érosion a donné à ces rochers granitiques déchiquetés, surplombant de 300 mètres une mer bleue et profonde, des formes étranges et parfois fantastiques : piques, colonnes et figures rongées par le vent et la mer. Elles sont inscrites au patrimoine mondial depuis 1983.

### Hydrographie
Les ruisseaux côtiers de Dardo et d'Arone sont les deux principaux cours d'eau de Piana. Ils prennent tous deux naissance sur la commune et sont tributaires de la mer Méditerranée.
Long de 6,9 kilomètres, le ruisseau de Dardo (ou ruisseau de Piazza moninca) traverse les remarquables calanques de Piana avant de se jeter en mer, dans l'anse éponyme, dans le golfe de Porto. Son principal affluent est le ruisseau de Rondinaghia.
Le ruisseau d'Arone (ruisseau de Vangone en amont), long de 5,7 kilomètres, a sa source à environ 380 m d'altitude, au sud de Bocca d'Osini sur la route D 824, proche d'une table d'orientation. Il a son embouchure au milieu de la plage d'Arone. Ses principaux affluents sont les ruisseaux de Lavatoghiu (Y7921200), de Fiuminale (Y7921180), de San Michele (Y7921120) et de Petra Grigia (Y7921100).

### Climat et végétation

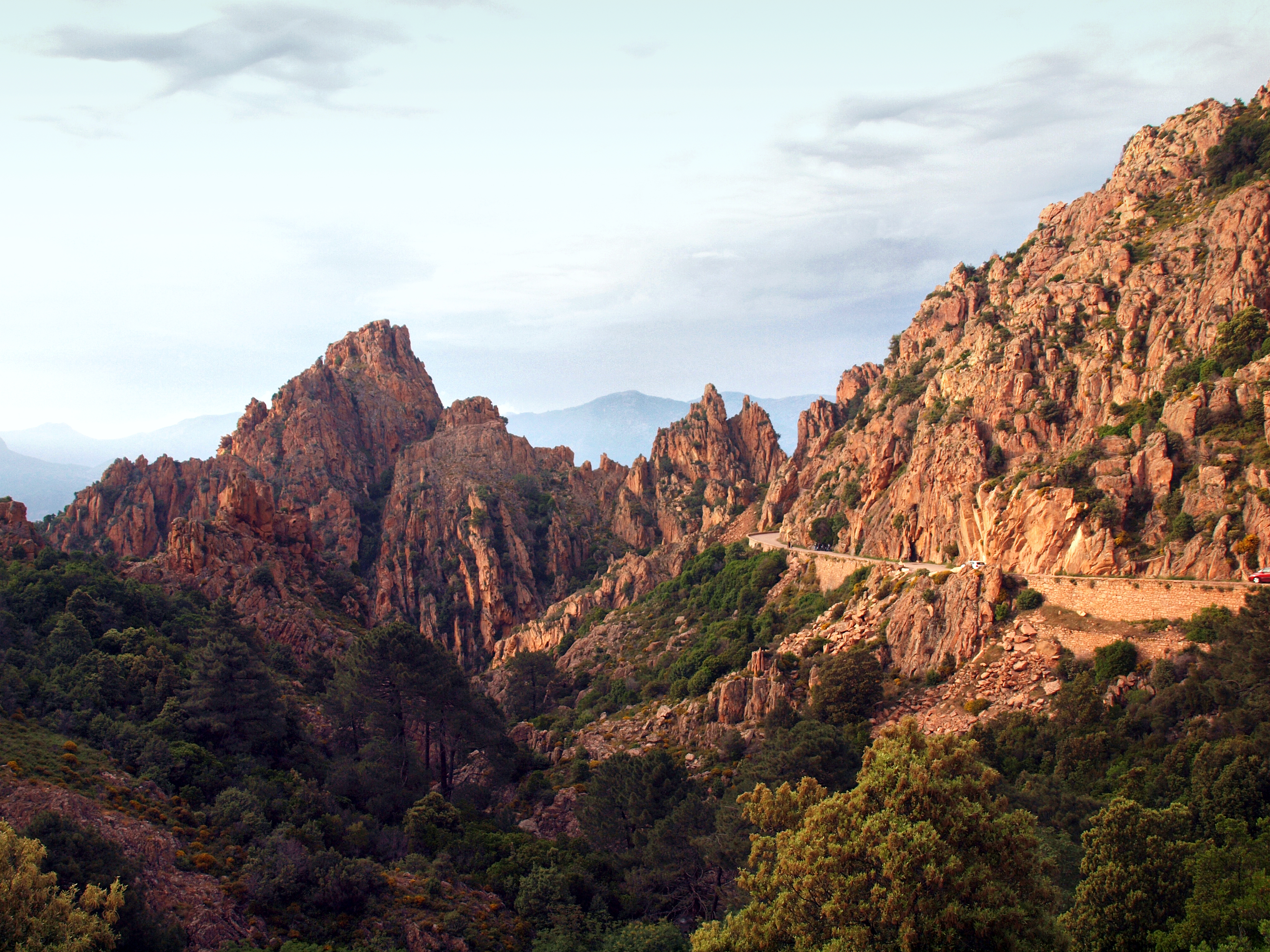
Vallon du Dardo dans les calanques.

Comme presque partout dans l'île, Piana bénéficie d'un climat méditerranéen aux écarts thermiques modérés. Située sur le littoral occidental de la Corse, la commune est soumise aux vents d'ouest dominant qui apportent chaleur et pluie aux versants exposés. Sur le littoral il ne gèle pour ainsi dire pas, la mer égalisant et réchauffant les températures. En été, le pouvoir rafraîchissant de la montagne est faible.
La région est peu arrosée. Bien qu’il existe un gradient de précipitations selon l’altitude, la sécheresse estivale persiste. En altitude, qui atteint 1 332 m, l’enneigement est faible en hiver.
Du fait d'un relief accidenté, son territoire se présente en grande partie avec des roches nues : granite et porphyre rose, dont la couleur varie selon l'éclairement. Ces falaises continentales siliceuses abritent une petite plante endémique, rarissime et protégée : l'œillet de Madame de Gysperger (Dianthus furcatus subsp. gyspergerae). Sur le littoral pousse une végétation rare excepté à l'ubac des vallons et ravins. Hormis quelques parcelles fertiles dans la basse vallée du ruisseau d'Arone et dans le vallon du ruisseau de San Michele, la couverture est constituée d'une végétation endémique corse : chênes verts et pins maritimes, avec un maquis méditerranéen composé essentiellement d'arbousiers, bruyères arborescentes, genévriers, filaires, lentisques, myrtes et oléastres.
À l'est de la commune, se trouvent deux forêts dont une part importante se présente sous forme de boisements lâches sur éboulis ou dans les falaises :

#### Forêt communale de Piana
La forêt communale de Piana d'une superficie de 950 ha, au nord des deux. Elle couvre les flancs de la Punta di a Pianetta. Elle est composée majoritairement de pins maritimes.

#### Forêt territoriale de Piana
La forêt territoriale de Piana, composée de pins maritimes, couvre une superficie de 240 ha en majeure partie constituée de rochers, comprise entre le « Rocher du Lion », Bocca Larga, Bocca di Piazza, Capu d'Ortu, Foce d'Ortu, Capu di u Vitullu et le ruisseau de Piazza Moninca.
À la Foce d'Ortu sont les ruines du fortin où Jean-Paul de Leca et ses compagnons abritèrent leurs familles, du temps des luttes contre les Génois.

### Voies de communication et transports

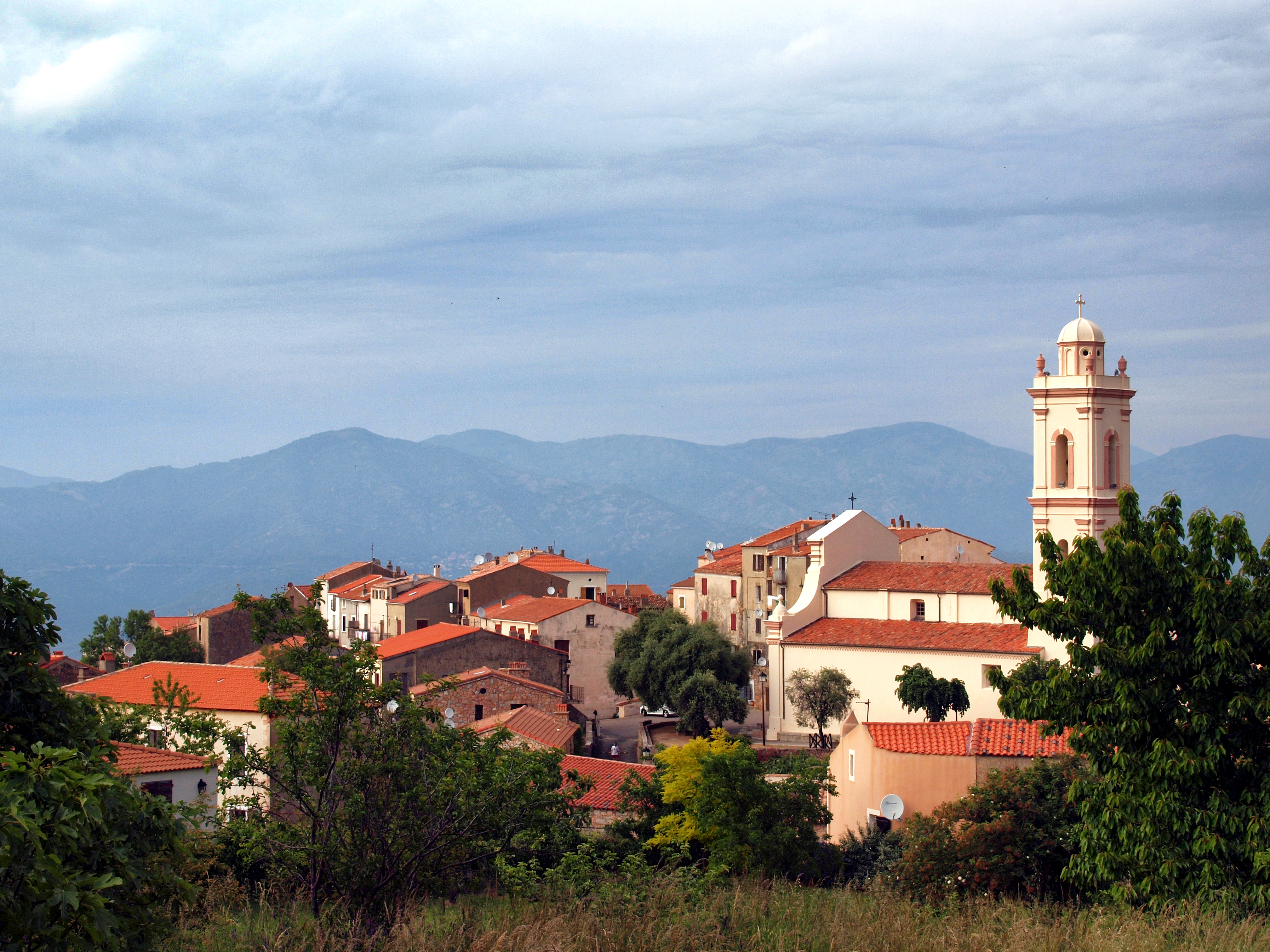
Vue du village.

#### Accès routiers
La seule route D 81 dessert le village, le reliant à Porto (Ota) au nord et à Cargèse au sud. Du village part la D 624 qui permet d'arriver à la plage de Ficaghjola, dans le golfe de Porto, et la D 824 qui conduit à la plage d'Arone.

#### Transports
Le village de Piana est distant, par route, de :
- 67 km de la gare d'Ajaccio, la gare la plus proche ;
- 71 km de l'aéroport d'Ajaccio, l'aéroport le plus proche ;
- 67 km du port de commerce de Ajaccio.

## Urbanisme

### Typologie
Au 1er janvier 2024, Piana est catégorisée commune rurale à habitat dispersé, selon la nouvelle grille communale de densité à sept niveaux définie par l'Insee en 2022.
Elle est située hors unité urbaine et hors attraction des villes,.
La commune, bordée par la mer Méditerranée, est également une commune littorale au sens de la loi du 3 janvier 1986, dite loi littoral. Des dispositions spécifiques d’urbanisme s’y appliquent dès lors afin de préserver les espaces naturels, les sites, les paysages et l’équilibre écologique du littoral, tel le principe d'inconstructibilité, en dehors des espaces urbanisés, sur la bande littorale des 100 mètres, ou plus si le plan local d’urbanisme le prévoit.

### Morphologie urbaine
Le bâti est concentré sur le village de Piana et sur Vistale. Quelques rares maisons et cabanons de pêcheurs sont également proche de la marina de Ficaghjola. Aux abords de la plage d'Arone, des constructions nouvelles ont été bâties, certaines à des fins locatives. S'y trouve le camping « la plage d'Arone ».

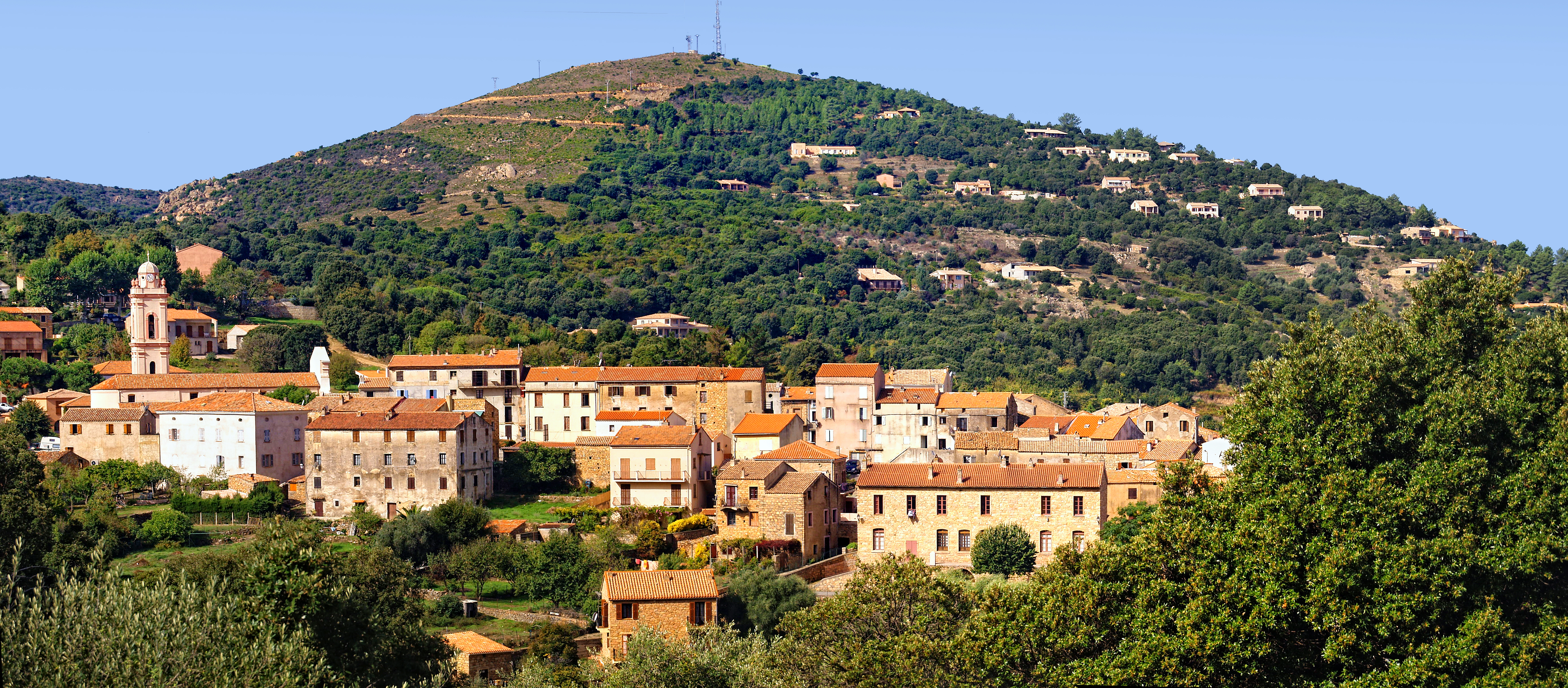
Le village de Piana.

### Occupation des sols
L'occupation des sols de la commune, telle qu'elle ressort de la base de données européenne d’occupation biophysique des sols Corine Land Cover (CLC), est marquée par l'importance des forêts et milieux semi-naturels (98 % en 2018), une proportion sensiblement équivalente à celle de 1990 (99,3 %). La répartition détaillée en 2018 est la suivante : 
milieux à végétation arbustive et/ou herbacée (59,7 %), forêts (22 %), espaces ouverts, sans ou avec peu de végétation (16,3 %), zones urbanisées (1 %), zones agricoles hétérogènes (0,8 %), eaux maritimes (0,2 %). L'évolution de l’occupation des sols de la commune et de ses infrastructures peut être observée sur les différentes représentations cartographiques du territoire : la carte de Cassini (XVIIIe siècle), la carte d'état-major (1820-1866) et les cartes ou photos aériennes de l'IGN pour la période actuelle (1950 à aujourd'hui).

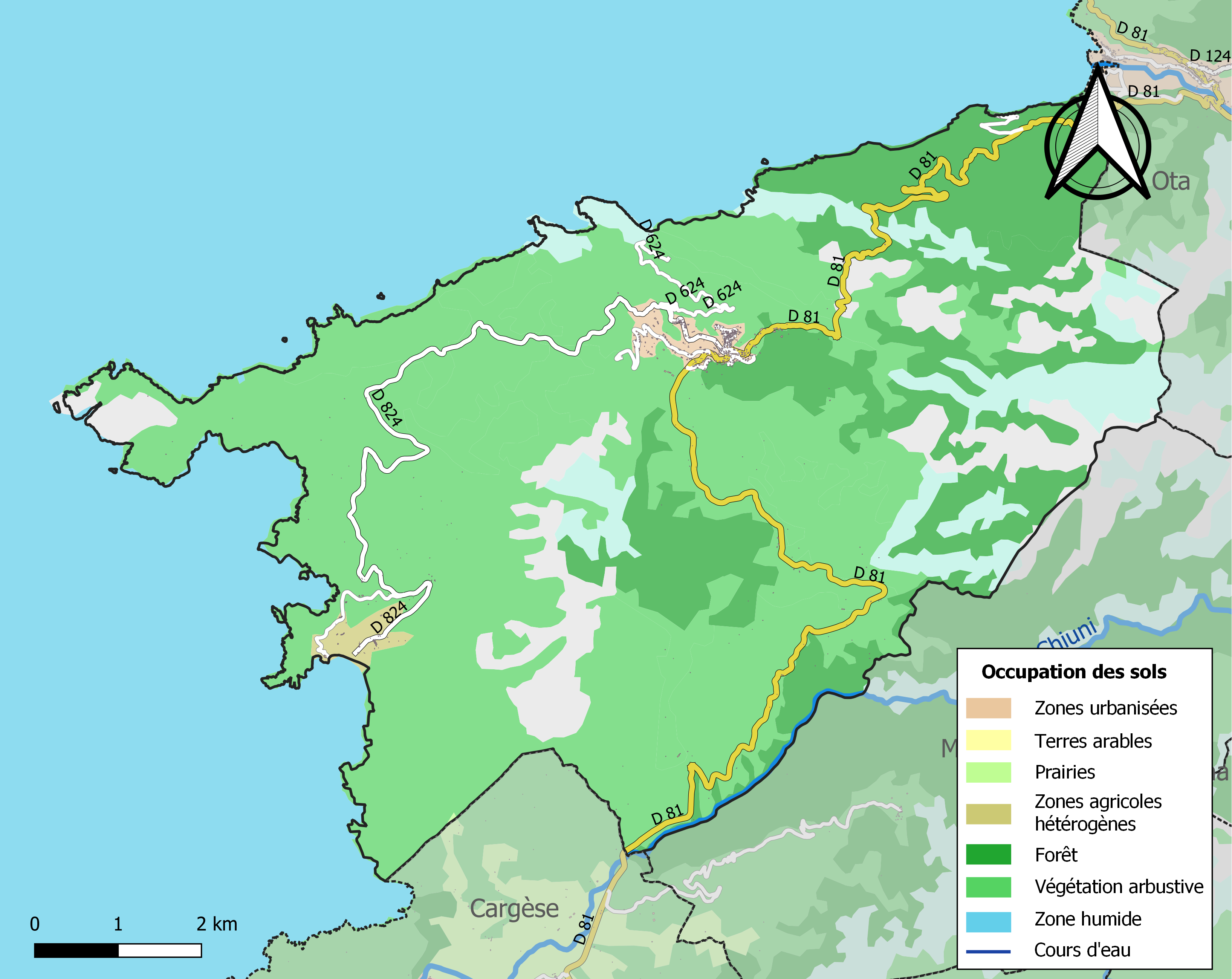
Carte des infrastructures et de l'occupation des sols de la commune en 2018 (CLC).

### Piana village

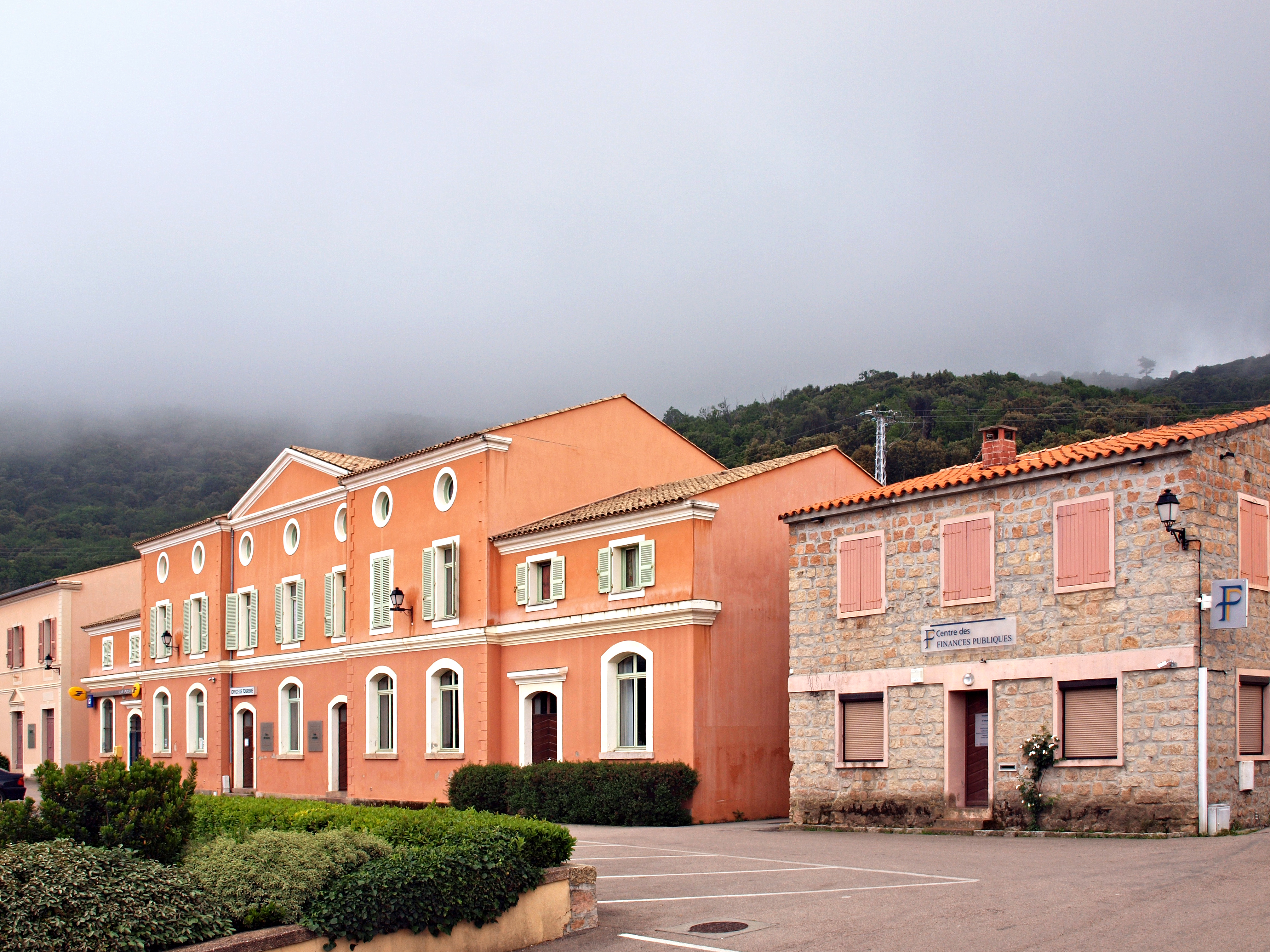
Pole administratif du village.

Piana est classé « Un des plus beaux villages de France ». En janvier 2012, une autre distinction a enrichi ce palmarès : la Compagnie méridionale de navigation (CMN), qui relie l'île au continent, a baptisé son dernier navire du nom du village.
Détruit, le village a été reconstruit en 1690. Sur le linteau en granit gris de la porte d'entrée d'une habitation (presbytère) située en face de l'église, est inscrit « 1737 M.F.D.P.B.D.P.P.R. ».
Autour de la place de la mairie, cœur du village, se trouvent la mairie, l'église paroissiale de l'Assomption, le monument aux morts dominé par les bureaux de La Poste, de l'office du tourisme, du Centre des finances publiques, des commerces et un parking d'où l'on peut apprécier l'hôtel « Les Roches Rouges » inscrit au titre des monuments historiques.
De nombreuses nouvelles maisons ont été construites, surtout à l'ouest du village et notamment le long de la route conduisant au Monte San Ghiabicu (624 m), un remarquable belvédère autour duquel sont implantés des pylônes de télécommunication, citerne et réservoir d'eau.

### Vistali
Vistali est un hameau autrefois appelé Iustali. Il se trouve à environ 500 m « à vol d'oiseau » au nord-ouest du village, et est desservi par une route dont la jonction avec la D 81 se situe en face de l'église de l'Assomption.
Vistali est un passage obligé pour se rendre, soit à la plage de Ficaghjola dans le golfe de Porto par la D 624, soit à la plage d'Arone par la D 824.

## Histoire

### Moyen Âge
Au IXe siècle, la Corse est envahie par les Maures qui pillent les côtes et s’y installent. Gênes et Pise se coalisent pour les en chasser.
- 1092 - Le pape Urbain II nomme archevêque Daibertus évêque de Pise qui devient métropolitain-suzerain des six diocèses corses. Le diocèse, division administrative, se subdivise en pièves.

Au XIIe siècle de très nombreuses chapelles sont construites sur l'île, dont San Marcellu, Pieve de Salogna.
- 1183 - La rivalité entre les deux républiques amène le pape Innocent II à partager l’île. Pise conserve trois des six évêchés dont le diocèse de Sagone.

La pieve de Salogna a été mentionnée, pour la première fois en 1594, dans l'Historica di Corsica de Filippini. San Marcellu, l'église piévane (Pieve) construite au XIIe siècle, aujourd'hui effacée des cartes, se trouvait au lieu-dit éponyme, à 2,5 km « à vol d'oiseau » au sud de Piana.
Au XVe siècle, le territoire actuel de la commune de Piana formait la piève de Salogna. Salogna avait pour lieux habités : la Piana, Iustalli, le Munilachie, San Marcello, Sa’ Justo, Campo, li Monti Grossi, Raionda. Campo possédait une chapelle Sainte-Marie.
La Salogna faisait partie d'un fief dominé par les seigneurs de Leca et dont le domaine s’étendait du sud de Calvi jusqu'au nord de Propriano.
Les seigneurs de Leca, qui selon Maurice Barrès étaient « magnifiques d'audace et de férocité », se révoltèrent contre la domination génoise ; mais ils furent vaincus et massacrés.
- 1489 - Le 29 mars, la prise du château du comte Giovanni Paolo I de Leca constitue l'un des derniers épisodes de cette lutte. Le château se dressait à 4 km à l'est du village sur la Spija dei conti (Crêtes des Comtes) juste au-dessous du Monte Vittulu.

Les génois massacrèrent tous les défenseurs à l'exception des femmes et des enfants. Pour mettre un terme aux liens constants des habitants et des seigneurs de Leca, les autorités génoises détruisirent le château ainsi que les hameaux de la piève. La population est expulsée, avec interdiction de s'y établir sous peine de mort.

### Temps modernes
Durant deux siècles, de 1489 à 1690, toute la région fut désertifiée, les habitants se repliant vers des villages de hauteur, sauf de rares cultures permises aux gens venant de la montagne.
Au XVIe siècle, comme toutes les pievi du littoral de l'île, Salogna est exposée au péril barbaresque. Les actes de piraterie turque se multiplient alors jusqu'à l'intérieur des terres.
- 1530 - Salogna possédait encore huit lieux habités : La Piana, Vistale, Le Mulinaccie, San Marcello, San Giusto, Campo, Li Monti Rossi et Revinda, pour une population d'environ 1 000 habitants. À la fin du siècle, les basses terres sont définitivement abandonnées.
- 1540 - Dragut, amiral turc de l'Empire ottoman, ravage les pièves de Salogna et de Sia. Pourchassé dans le golfe de Girolata par la flotte de Giannetino Doria, neveu de l'amiral Andrea Doria, il est capturé[Note 3].
- 1562 - la Banque de Saint-Georges rétrocède la Corse à la république de Gênes. Les Génois décident de faire renforcer la défense des côtes.
- 1605 à 1611 - Aux frais des communautés rurales, six nouvelles tours sont bâties : Omigna, Cargèse, Orchino, Cavi Rossi, Gargalo et Imbuto, sous la direction du « gentilhomme » Anton Giovanni Sarola, "surintendant aux constructions".
- 1622 - Giovan Battista Marzolaccio, chargé d'informer le doge et le Sénat de Gênes des potentialités de cette contrée, indique dans son rapport [...] « Évoquant la récente attaque de la piève de Salogna par les « infidèles » malgré la présence de la tour de Cavi Rossi et la prise d'esclaves alors que ces hommes ensemençaient des terres et gardaient leurs troupeaux »[15].
- 1690 - En fin du XVIIe siècle, les barbaresques desserrent leur étreinte. L'habitat se recompose. Seul est reconstruit Piana. Vistale et Revinda le seront en fin du XVIIIe siècle. Les autres lieux sont définitivement abandonnés.

« Le notable Giovan Tomaso Ceccaldi (1660-1731), établi à Chidazzo, réoccupe le site de Piana avec quelques familles venues de la haute vallée du Porto, fait édifier une maison-forte ou torra autour de laquelle se regroupe l'habitat villageois. Il fait ensuite restaurer l'ancienne chapelle romane dédiée aux saints Pierre et Paul. Cet établissement permanent dépendant des « communautés-mères » de Chidazzo et de Marignana (Francis Pomponi) devient un village autonome en 1713. Ses habitants, formant vingt feux en 1703, élisent alors leurs propres officiers et participent à la gestion et à la valorisation de leur territoire. ».
- 1713 - Piana est reconnue comme paroisse. Elle est dotée d'un prêtre.
- 1765 - La population décide de construire une grande église édifiée à l'aide de souscription publique. Celle-ci sera achevée en 1792 et livrée au culte en 1795.
- 1768 - Le 15 mai, par le traité de Versailles, Gênes cède ses droits sur la Corse au royaume de France.
- 1771 - Les communautés d'Ota et de Piana sont regroupées au sein d'une même piève dite de Sevinfuori[Note 5].
- 1790 - Avec la Révolution française est créé le département de Corse.
- 1793 - An II. Les départements d'El Golo (l'actuelle Haute-Corse) et du Liamone (l'actuelle Corse-du-Sud) sont créés. La commune portait le nom de Piana. La pieve de Sevinfuori devient le canton de Sevinfuori.
- 1801 - Sous le Consulat[Note 6], la commune garde le nom de Piana. Le canton de Sevinfuori reste canton de Sevinfuori, dans le département du Liamone.
- 1811 - Les départements d'El Golo et du Liamone sont fusionnés pour former le département de Corse.
- 1828 - Le canton de Sevinfuori prend le nom de canton de Piana[16].

### Époque contemporaine
- 1943 - Le 6 février, Piana est un lieu historique de la Résistance. La 1re livraison importante d'armes a été effectuée dans la baie d'Arone par le sous marin Casabianca (Q183).

Les agents de la mission secrète Pearl Harbour (Toussaint et Pierre Griffi, Laurent Preziosi et Roger de Saule) avaient débarqué le 14 décembre dans la baie de Topiti. Les services spéciaux de la Défense Nationale établis à Alger leur avaient demandé de rayonner dans l'île pour coordonner les réseaux de résistance en vue d'un débarquement français. Le radio Pierre Griffi avait réussi à les presser de transmettre rapidement des armes. C'est ainsi que les responsables du Front National purent dès cette date bénéficier de 450 mitraillettes et 60 000 cartouches. Une stèle fut érigée sur les lieux pour commémorer cet événement.
Ont participé à cette réception d'armes :
- le responsable de l'armement, Jean Nicoli avec ses compagnons, André Bozzi, François Carli, André Giusti,
- les résistants locaux, Antoine Cantoni, François Alessandri, Pascal Versini, Dominique Antonini, Benoît Nesa, Charles Nesa, Benoît Versini,
- les quatre agents de la mission Pearl Harbour, et deux nouveaux agents Michel Bozzi et Chopitel,
- les sous mariniers du Commandant l'Herminier ; Georges Lasserre, Paul Asso, Robert Cardot, Jean Lyonnais et Pierre Vigot.
- 1954 - Les communes de Cargèse, Ota et Piana composent le canton de Piana. La commune comptait 754 habitants.
- 1973 - Un décret du 18 août crée le canton des Deux-Sevi, situé dans l’arrondissement d’Ajaccio, en remplacement des cantons d’Évisa et de Piana, dits de Sevendentro et Sevinfuori de 1790 à 1824.
- 1983 - François Mitterrand fit le déplacement jusque Piana.
- Années 1990 - L'archevêque milanais Carlo Maria Martini descendait sur la plage d'Arone, après sa prière matinale.

## Économie

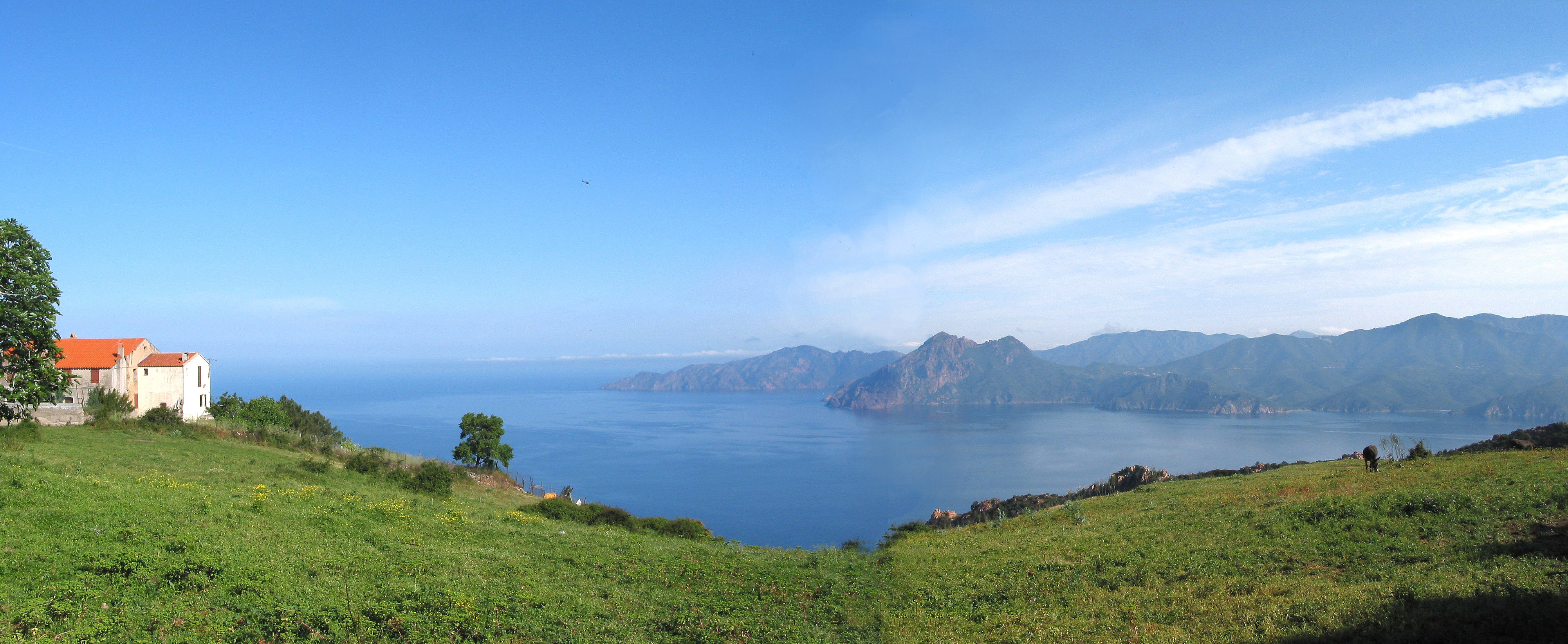
Le golfe de Porto vu de Piana.

Piana est classée « Un des plus beaux villages de France ». Dotée du site prestigieux des calanques, dans le site golfe de Porto au patrimoine mondial, la commune de Piana tire ses principales ressources du fort attrait touristique estival dont elle bénéficie.

## Politique et administration

### Liste des maires
| Période | Période  | Identité             | Étiquette | Qualité                                                        |
| ------- | -------- | -------------------- | --------- | -------------------------------------------------------------- |
| 1947    | 1962     | Jean Alfonsi         | SE        | Conseiller général                                             |
| 1962    | 2001     | Nicolas Alfonsi      | PRG       | Député, sénateur, conseiller général Fils du précédent         |
| 2001    | En cours | Pascaline Castellani | PRG       | Fonctionnaire Deuxième vice-présidente de l'Assemblée de Corse |

## Population et société

### Démographie
L'évolution du nombre d'habitants est connue à travers les recensements de la population effectués dans la commune depuis 1800. Pour les communes de moins de 10 000 habitants, une enquête de recensement portant sur toute la population est réalisée tous les cinq ans, les populations de référence des années intermédiaires étant quant à elles estimées par interpolation ou extrapolation. Pour la commune, le premier recensement exhaustif entrant dans le cadre du nouveau dispositif a été réalisé en 2005.

En 2022, la commune comptait 458 habitants, en évolution de −4,98 % par rapport à 2016 (Corse-du-Sud : +7,61 %, France hors Mayotte : +2,11 %).
| 1800 | 1806 | 1821 | 1831 | 1836  | 1841 | 1846  | 1851  | 1856  |
| ---- | ---- | ---- | ---- | ----- | ---- | ----- | ----- | ----- |
| 719  | 719  | 892  | 960  | 1 007 | 811  | 1 115 | 1 143 | 1 164 |

| 1861  | 1866  | 1872  | 1876  | 1881  | 1886  | 1891  | 1896  | 1901  |
| ----- | ----- | ----- | ----- | ----- | ----- | ----- | ----- | ----- |
| 1 229 | 1 252 | 1 190 | 1 278 | 1 356 | 1 357 | 1 371 | 1 482 | 1 311 |

| 1906  | 1911  | 1921  | 1926  | 1931  | 1936  | 1946 | 1954 | 1962 |
| ----- | ----- | ----- | ----- | ----- | ----- | ---- | ---- | ---- |
| 1 294 | 1 318 | 1 077 | 1 123 | 1 112 | 1 157 | 729  | 754  | 535  |

| 1968 | 1975 | 1982 | 1990 | 1999 | 2005 | 2006 | 2010 | 2015 |
| ---- | ---- | ---- | ---- | ---- | ---- | ---- | ---- | ---- |
| 517  | 513  | 511  | 500  | 428  | 443  | 440  | 455  | 486  |

| 2020 | 2022 | - | - | - | - | - | - | - |
| ---- | ---- | - | - | - | - | - | - | - |
| 461  | 458  | - | - | - | - | - | - | - |

### Cultes
Le seul lieu de culte est catholique. L'église paroissiale Santa Maria Assunta relève du diocèse d'Ajaccio.

## Culture locale et patrimoine

### Lieux et monuments

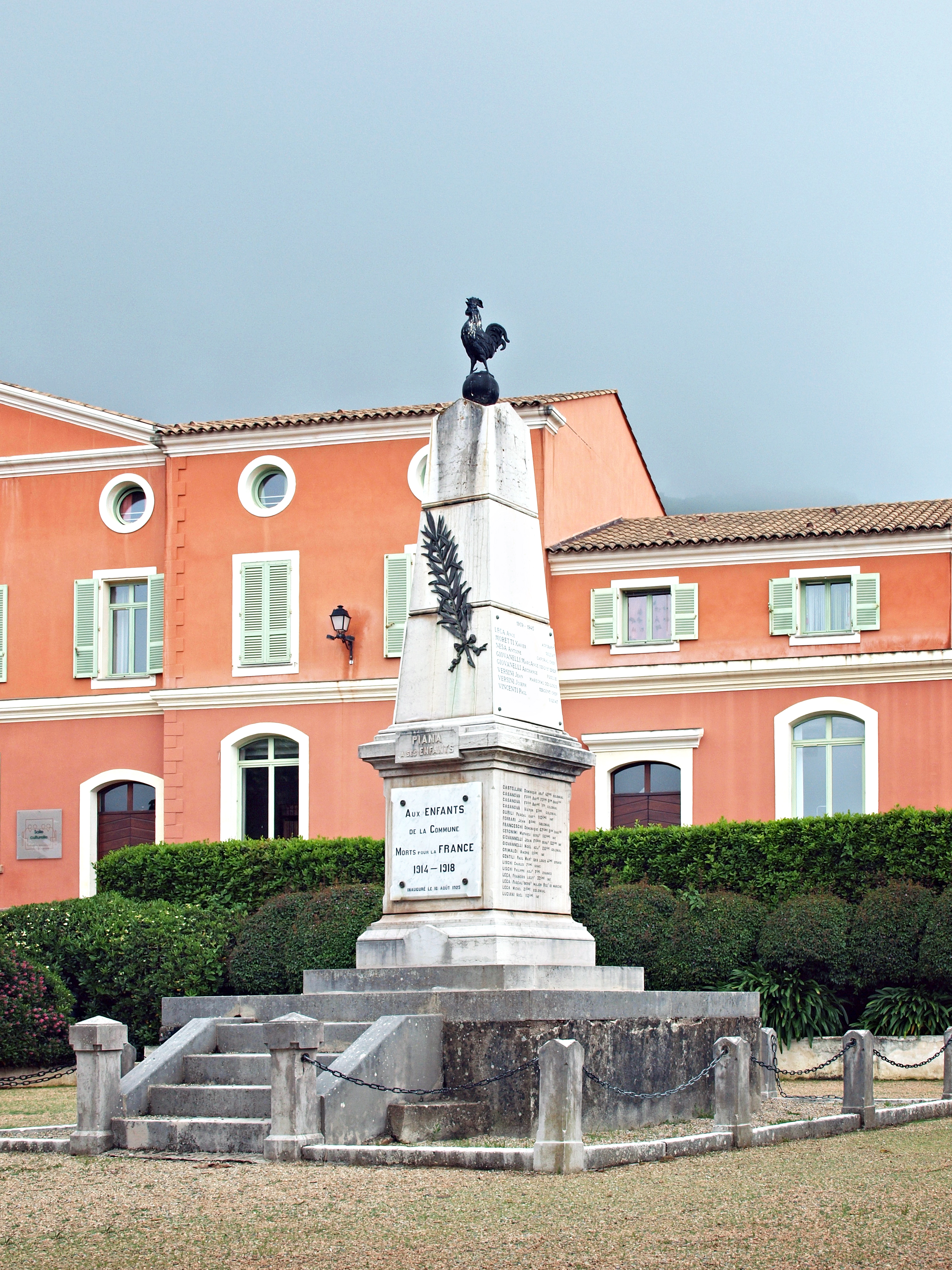
Monument aux morts.

#### Monument aux morts
Il se situe au cœur du village, face à l'Office du Tourisme, proche de l'église de l'Assomption.

#### Hôtel Les Roches Rouges

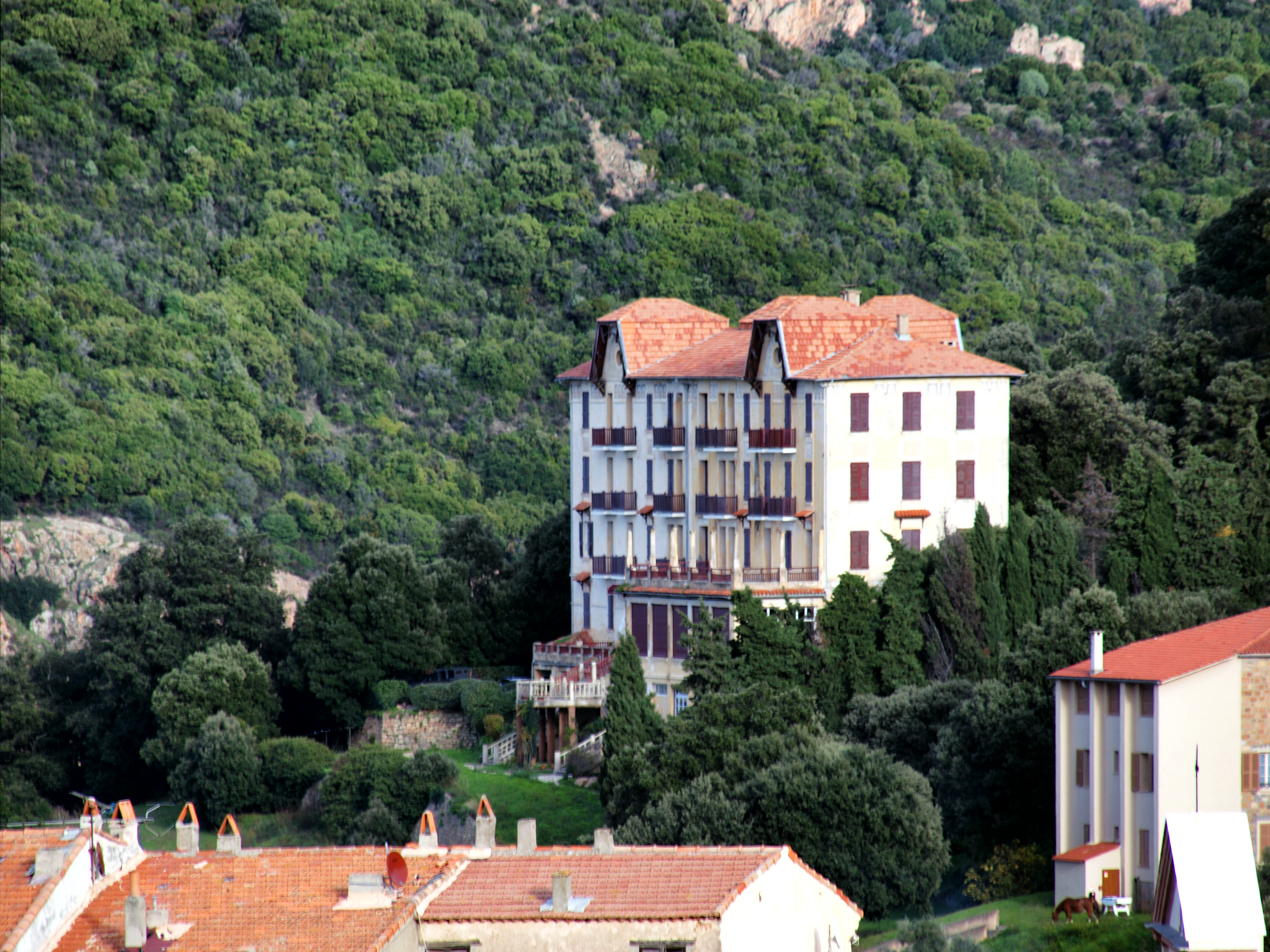
Hôtel Les Roches Rouges.

L'hôtel Les Roches Rouges, label XXe, date des années 1920. Son remarquable intérieur (restaurant, salle à manger et son décor sont protégés) a été exécuté en 1928 par l'entreprise Manenti. Il est inscrit partiellement Monuments historiques.

#### Tour de Turghju

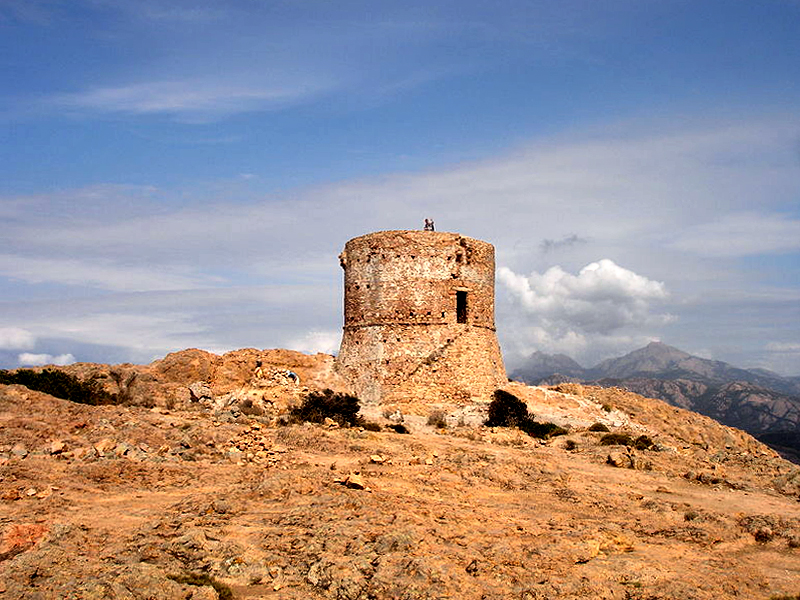
Tour génoise de Capu Rossu.

Cette tour génoise a été construite au XVIe siècle au sommet du Capu Rossu, à 331 m d'altitude. Elle fait partie d'un réseau de tours de guet bâties du temps de Génois pour surveiller la côte contre les invasions des Barbaresques. Une tour était implantée sur chaque pointe du littoral. Les plus proches sont la tour de Sia dite actuellement tour de Porto à l'est, au fond du golfe éponyme, et la tour d'Orchinu sur la pointe du même nom, au sud.

#### Église de l'Assomption
L'église paroissiale de l'Assomption (Santa Maria Assunta), située au cœur du village, recèle des œuvres remarquables classées :
- un tableau saint Hugo de Lincoln du XVIIe siècle[21], classé Monument historique par arrêté du 14 novembre 1991[22] ;
- une statue l'Assomption en bois taillé peint polychrome, classée Monument historique par arrêté du 2 mai 1984[23].

### Patrimoine culturel

#### Hôtel de voyageurs Les roches rouges
Cet hôtel a été construit en 1912 dans le cadre du programme de promotion touristique de la Corse initié dès la fin du XIXe siècle et caractérisé, notamment, par la création de circuits touristiques. Il est remanié en 1928 avec la création d'une nouvelle salle de restaurant.
L'édifice qui se trouve dans le site protégé du parc naturel régional de Corse, est repris à l'Inventaire général du patrimoine culturel de la Collectivité territoriale de Corse.
Il a servi de lieu de tournage pour le film Joueuse de Caroline Bottaro.

#### Ensemble de trois fours à chaux
Cet ensemble de trois fours à chaux cylindriques, intermittents et à bois, adossés à une dune gréseuse et partiellement maçonnés se trouve dans une petite crique rocheuse à Arone. Les fours semblent dater du début du XVIIIe siècle. Ils avaient été utilisés lors de la reconstruction de l'écart de Vistale détruit auparavant par les incursions répétées des Barbaresques.
Ils sont repris à l'Inventaire général du patrimoine culturel de la Collectivité territoriale de Corse.

#### Église paroissiale de l'Assomption

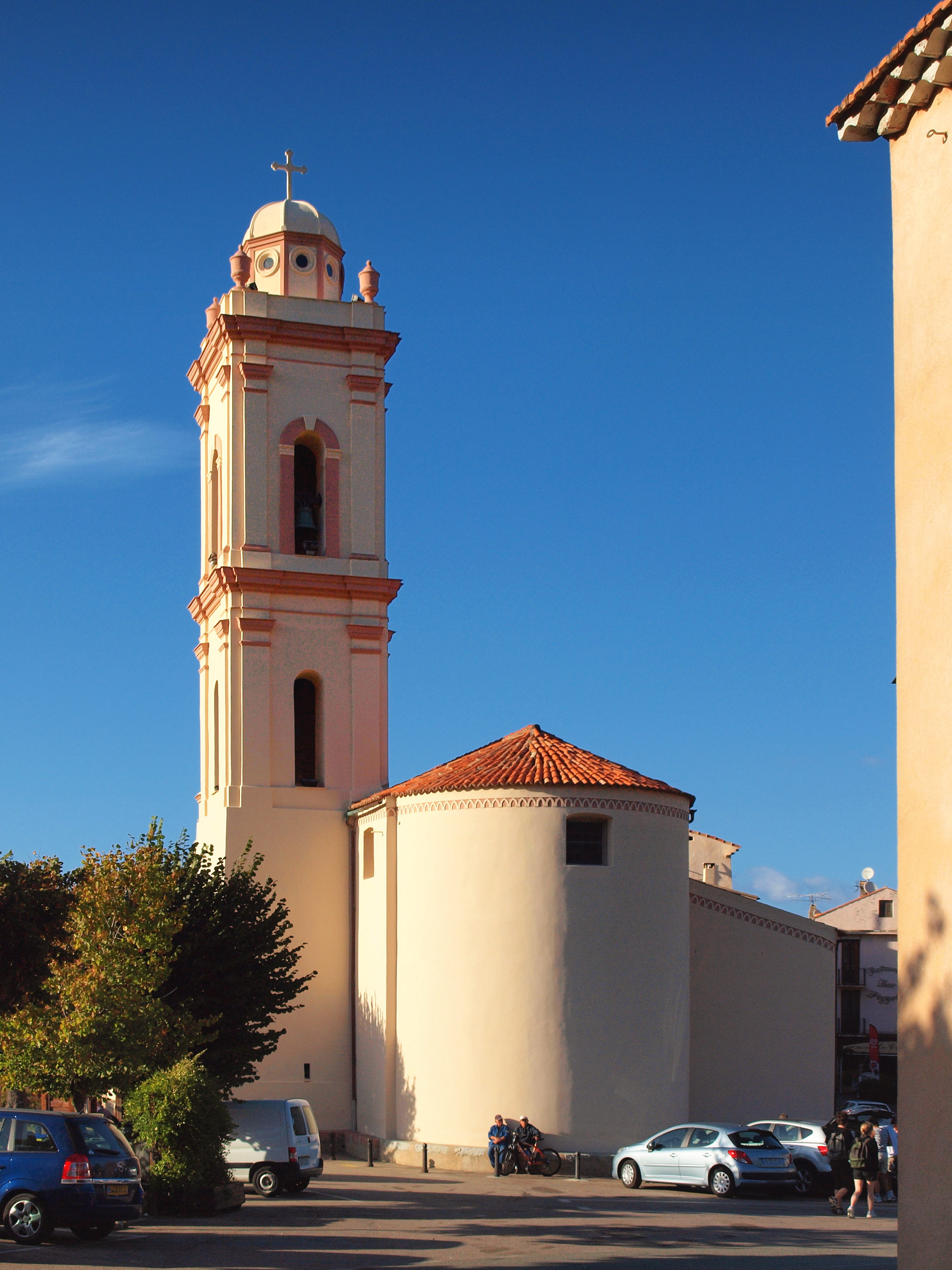
Église de l'Assomption

L'église paroissiale de l'Assomption (Santa Maria Assunta) est située au cœur du village. De style baroque tardif, elle a été construite dès 1765 et achevée en 1792, en granite, moellon et enduit, elle sera remaniée aux 2e quart et 3e quart du XIXe siècle. Propriété publique, elle est reprise à l'Inventaire général du patrimoine culturel de la Collectivité territoriale de Corse - Dossier versé le 27 juillet 2007.

#### Église Saint-Pierre-et-Saint-Paul
La chapelle romane Saint-Pierre-et-Saint-Paul date du XIe siècle. Détruite par les guerres féodales, désertée et abandonnée à la suite des incursions répétées des Barbaresques, elle est rebâtie à la fin du XVIIe siècle aux frais du capitaine Giovan Tomaso Ceccaldi. En bas-relief du linteau en remploi dans l’élévation nord de l’actuelle chapelle figure des animaux. Elle est érigée en cure en 1713 par l'évêque de Sagone, en remplacement de l’église Saint-Marcel de Salogna, désaffectée. Elle a servi d'église curiale jusqu'en 1795, date de l'ouverture au culte de l'église de l'Assomption. L'église mentionnée ruinée en 1868, est restaurée 10 ans plus tard par l'abbé François Ceccaldi, docteur en théologie .Elle est alors transformée en chapelle funéraire pour les membres de la famille Ceccaldi.
L'édifice a été donné à la commune par les descendants de la famille Ceccaldi Nesa en 1997. Il est repris à l'inventaire général du patrimoine culturel de la Collectivité territoriale de Corse.

#### Chapelle SainteLucie
Située en bordure de la route reliant le hameau de Vistale au village, isolée entre cimetière et Vistale, l'église est dédiée à sainte Lucie. Elle a été bâtie en 1906 pour remplacer l'ancienne église Sainte-Marie, trop petite. Son décor intérieur, de style byzantin, réalisé par les artistes russes Anastassya Sokolova et Valery Tchernoritsy entre 1992 et 2004, présente de remarquables scènes retraçant la vie du Christ.
Restaurée récemment, la chapelle est ouverte le mois de juillet et le mois d'août. Elle est reprise à l'inventaire général du patrimoine culturel de la Collectivité territoriale de Corse.

#### Église Sainte-Marie
La restauration de l'église en 2004 a fait apparaître des peintures datant du XVIIIe siècle, un petit miracle qui a permis aux villageois de gagner, cette année-là, le prix national de la Marianne d'Or.

#### Les calanques de Piana

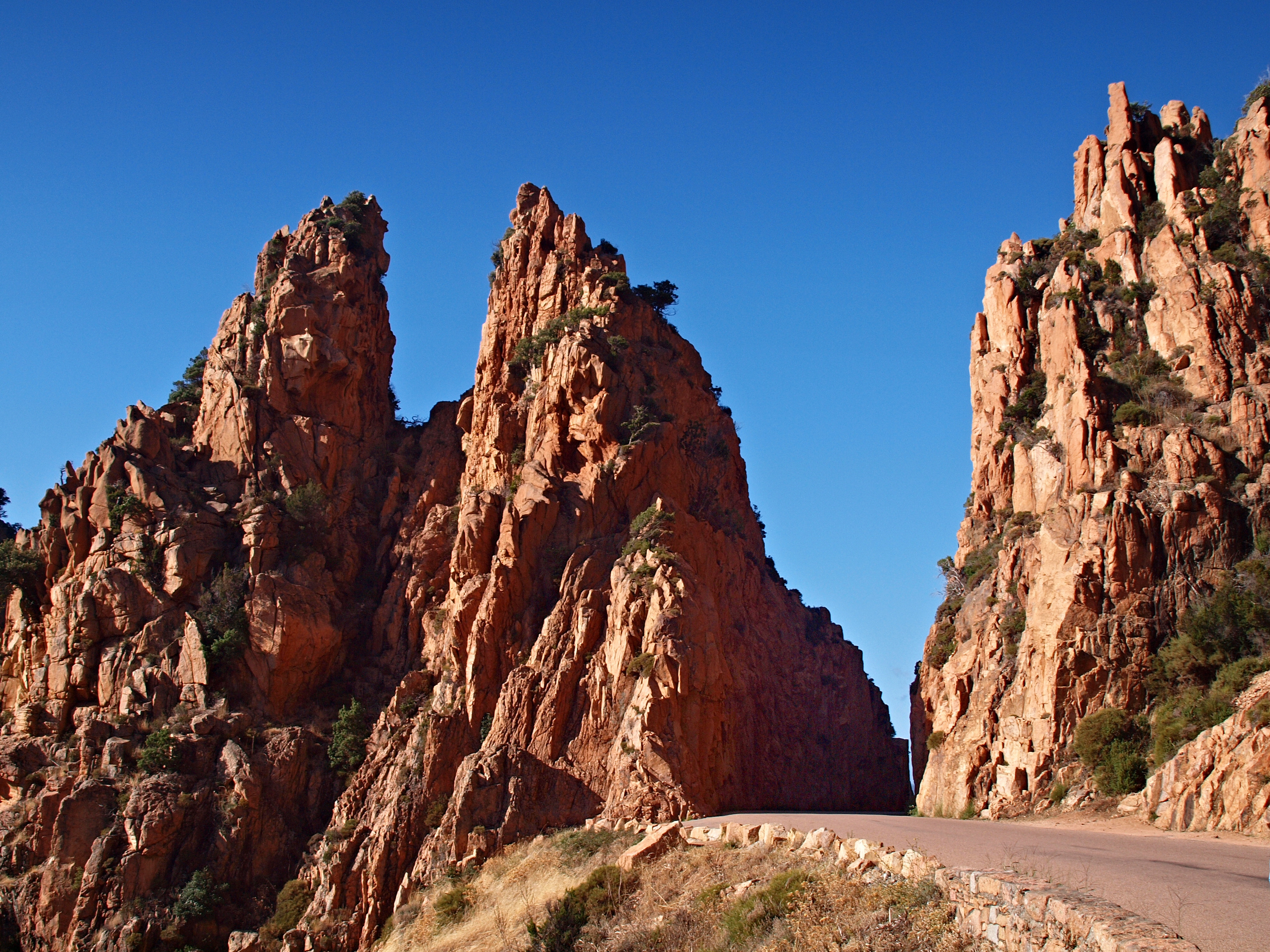
Calanques de Piana

### Patrimoine naturel

#### Site naturel protégé de Capu Rossu
Le site naturel protégé de Capu Rossu occupe l’extrémité sud de la façade maritime du parc naturel régional de Corse, Capu Rossu étant la pointe sud du golfe de Porto.

#### ZNIEFF
La commune est concernée par 3 zones naturelles d'intérêt écologique, faunistique et floristique de 2e génération :
Capo Rosso côtes rocheuses et îlots
Cette vaste zone communale s'étend autour de la presqu'île du Capo Rosso, depuis Punta di Ficaghiola au nord-est jusqu'à Punta di a Tusella au sud. Dominé par la tour génoise de Turghiu, Capo Rosso est un énorme bloc de granites roses dénudés et déchiquetés qui surplombent la mer par des à-pics abrupts se prolongeant par des îlots.
Chênaie verte et calanques de Piana

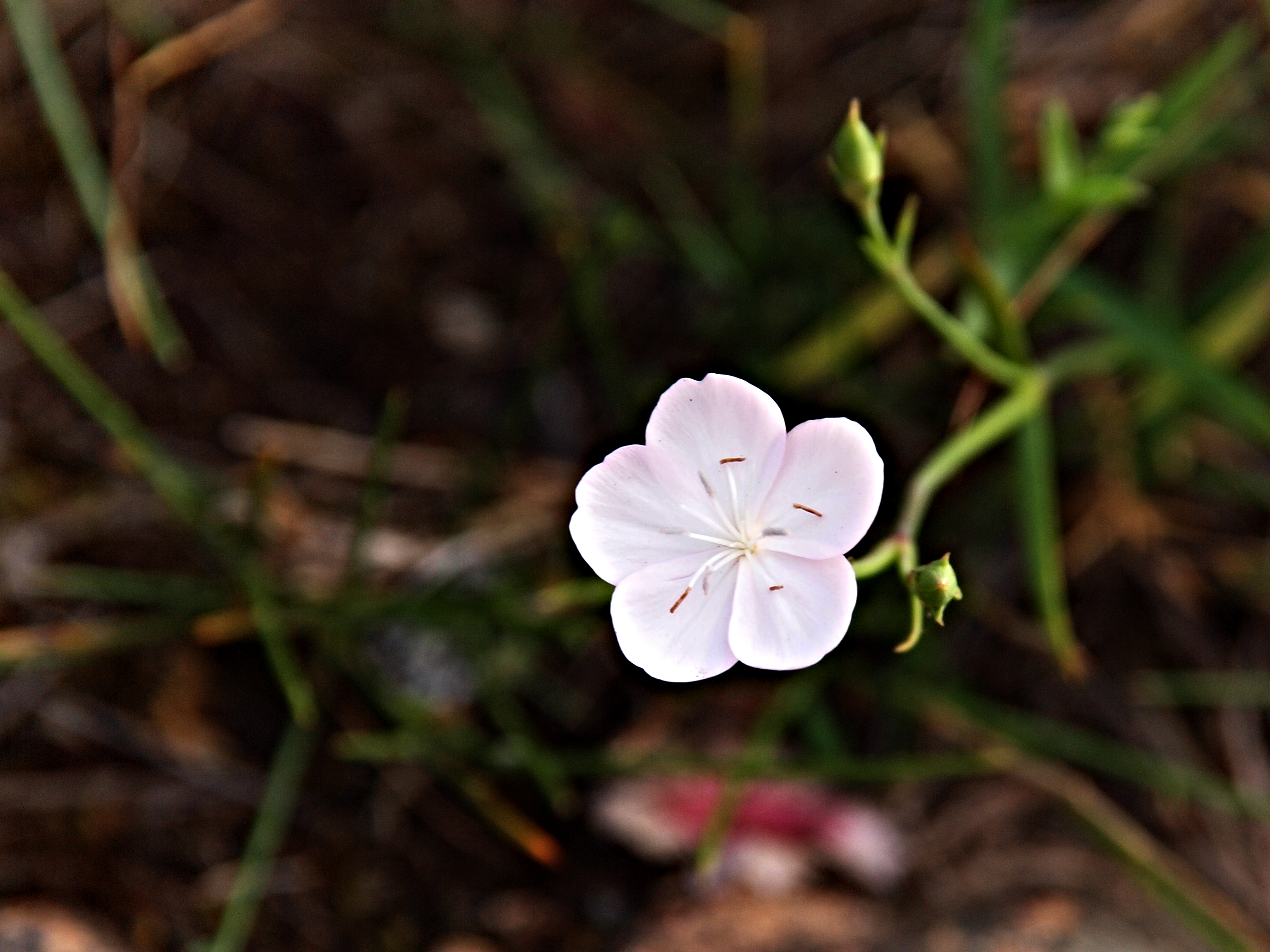
Œillet de Madame de Gysperger

La ZNIEFF couvre partie des territoires d'Ota et de Piana. Elle s'étend depuis le versant nord du massif du Capo d'Ortu jusqu'à La côte, marquée par l'anse de Dardo à l'ouest et la petite pointe de Capicciolu à l'est. « L'ouest de la zone est constitué par les fameuses calanches de Piana formées de rochers de granite rose sculptés par l'érosion. À l'est de ces reliefs, une forêt dense de taillis ou de jeunes futaies de chênes verts s'étend de 850 mètres d'altitude jusqu'à la mer. Cette zone comprend la majorité de la population mondiale du rarissime Œillet de Madame de Gysperger (Dianthus gyspergerae), plante endémique à la région de Piana, protégée et qui pousse ici dans les fissures des rochers granitiques des calanches principalement - INPN ».
Punta d'Orchinu, golfe de Topiti, Arone
La zone qui s'étend sur 418 ha entre la côte et 364 mètres d’altitude, et concerne Cargèse et Piana, possède une grande richesse floristique et écologique. Elle concentre une avifaune nicheuse marine ou rupestre exceptionnelle comme le faucon pèlerin et le Balbuzard pêcheur. Une grotte marine naturelle abrite deux espèces de chauves-souris troglophiles en transit : le Minioptère de Schreibers et le Rhinolophe euryale. Sur la zone côtière, existe la Grande patelle, espèce également protégée.

### Personnalités liées à la commune

#### Danielle Casanova
Danielle Casanova est née à Ajaccio (Corse du Sud) le 9 janvier 1909. Elle s'illustra dans la résistance française.
Vincentella Perini, surnommée Danielle, épouse Casanova, sous la bannière communiste, a mené le combat pour la liberté de la France, et a donné sa vie pour ses idées. La famille Perini est originaire de Piana.
Elle passait ses vacances scolaires à Vistale, un petit hameau de la commune de Piana où vivent les grands-parents.
Danielle Casanova a été arrêtée le 15 février 1942 par la police française ; elle reste au dépôt de la préfecture de police jusqu'au 23 mars 1942 pour interrogatoire.
- Le 23 mars elle est emprisonnée à la prison de la Santé.
- Le 9 juin 1942 elle est livrée à la Gestapo rue des Saussaie.
- Le 24 août 1942 elle est emprisonnée au fort de Romainville (par les Allemands).
- Le 24 janvier 1943 elle est déportée sur Auschwitz.
- Le 27 janvier 1943, arrivée à Auschwitz.
- Le soir du 9 mai 1943, elle meurt du typhus.

Ses cendres sont déposées dans le tombeau familial à Vistale. Une stèle érigée en sa mémoire domine la mer.
Il existe ainsi en France des dizaines de rues, d'écoles, d'hôpitaux, qui portent son nom… En 1983, un timbre-poste reproduisant son visage a été édité. Un bateau de la SNCM porte son nom Le Danielle Casanova. Le futur bateau de la CMN s'appellera "Le Piana".

#### Autres
- Jean Albertini, né en 1700 à Corscia, hameau de Piana. Général d’Armée du Génie.
- François Corbellini (Gênes 1863 - Piana 1943), peintre.
- Élie Papadacci (Piana 1902 - Ajaccio 1989), fondateur secrétaire de l’association Parlemu corsu. Journaliste, écrivain. Historien de Paomia, Carghjese, Vicu.

### Héraldique
| Blason de Piana | Blason  | Taillé : au 1er d’azur au rocher de gueules sommé d’une tour d’or, au 2e d’azur à la montagne de gueules mouvant du flanc et flanquée à dextre d’une route sinueuse d’argent avec son parapet d’or, à la cotice en barre d’argent brochant sur la partition. |
| Blason de Piana | Détails | * Il y a là non-respect de la règle de contrariété des couleurs : ces armes sont fautives (gueules sur azur). Le statut officiel du blason reste à déterminer.                                                                                               |